# Herberts pungekorre
Herberts pungekorre (Pseudochirulus herbertensis) är en pungdjursart som först beskrevs av Robert Collett 1884. Pseudochirulus herbertensis ingår i släktet Pseudochirulus och familjen ringsvanspungråttor. IUCN kategoriserar arten globalt som livskraftig. Inga underarter finns listade.

## Utseende
Med en genomsnittlig vikt av 1092 g, en kroppslängd (huvud och bål) av 35,2 cm och en svanslängd av cirka 36 cm är hannar lite större än honor. Individer av honkön väger i genomsnitt 908 g, har en 35,2 cm lång kropp (huvud och bål) samt en cirka 34,4 cm lång svans. Artens öron är 2,0 till 2,7 cm långa. Ovansidan är täckt av nästan svart päls medan brösten, buken och de främre extremiteterna är vitaktiga. Svansen blir smalare fram till spetsen. Den bär i främre delen svarta hår och vid spetsen är 2,5 till 11 cm vit. Svansen kan användas som gripverktyg och därför är nästan hela undersidan naken. Huvudet kännetecknas av ljusrosa öron samt av tydlig rödaktiga ställen kring ögonen.

## Utbredning
Pungdjuret förekommer i sydöstra delen av Kap Yorkhalvön, Australien. Arten vistas där i regnskogar och andra fuktiga skogar.

## Ekologi
Denna pungekorre vistas i bergstrakter främst ovanför 350 meter över havet. Den är aktiv på natten och individerna lever ensam när honan inte är brunstig. Herberts pungekorre klättrar i träd men den undviker att hoppa. Arten sträcker sig istället fram för att nå en gren från ett annat träd. På dagen vilar den i trädens håligheter eller i ansamlingar av klätterväxter. Födan utgörs av blad som ibland kompletteras med frukter och blommor. När ungarna lämnar moderns pung (marsupium) håller de sig fast på moderns rygg. Efter två veckor lämnas ungarna i ett gömställe.